# Auszeichnung (Ehrung)

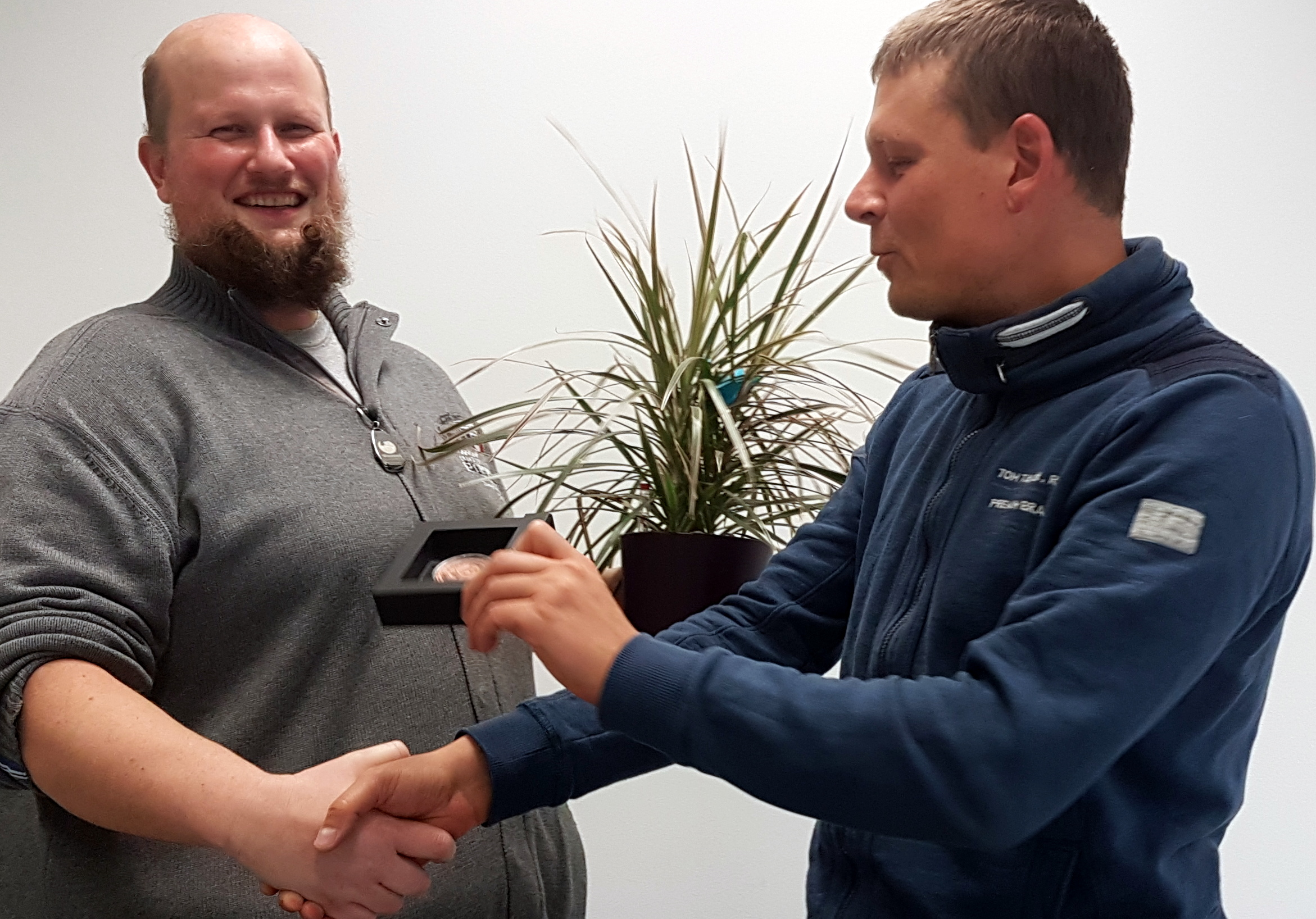
Dirk Frank erhält 2019 für 15 Jahre ehrenamtliche Wikipedia-Mitarbeit eine „Wikiläums-Medaille“.

Unter einer Auszeichnung, oft auch Preis, wird eine Ehrung oder Würdigung verstanden, die eine Person, Gruppe, Organisation oder ein Unternehmen für herausragende Leistungen in einem bestimmten Bereich erhält. Viele Auszeichnungen honorieren die Bereiche Sport, Kunst, Kultur, Wissenschaft, Wirtschaft oder bürgerschaftliches Engagement.
Die Auszeichnungen umfassen Preise (engl. Awards) aller Art, Ehrenzeichen und Orden, Titel oder andere Würdigungen.
Im Kontrast dazu werden auch häufig Negativ-Auszeichnungen für besonders schlechte oder verachtenswerte Leistungen vergeben.

## Vorgang
Die Ehrung findet meist im Rahmen einer Feier statt, bei der eine Urkunde sowie ggf. andere Gegenstände wie Pokale, Gedenktafeln, Medaillen, Orden, Abzeichen oder Bänder als äußeres Zeichen für die Prämierung übergeben werden. In besonderen Fällen hält ein Laudator (gelegentlich mehrere Laudatoren) eine Rede auf die zu ehrende Person.
Eine Auszeichnung kann mit einem Geldpreis für den Empfänger dotiert sein, wie zum Beispiel der Nobelpreis oder der Pulitzer-Preis. Eine Auszeichnung kann auch einfach eine öffentliche Anerkennung von Spitzenleistungen sein, ohne dass es zu einer Verleihungszeremonie oder einer Preisübergabe kommt.
Manche Auszeichnungen werden in einem bestimmten Rhythmus, zum Beispiel jährlich (wie etwa der Nobelpreis, zum Todestag des Stifters), vergeben, andere hingegen unregelmäßig und nur anlassbezogen (so etwa das Bundesverdienstkreuz).
Auszeichnungen können grundsätzlich von jeder Person oder Institution vergeben werden. Die Reputation der Auszeichnung ist in der Regel abhängig vom Status der auslobenden Organisation bzw. Institution, den Kriterien für die Vergabe und der Zusammensetzung des Gremiums, das über die Vergabe entscheidet (Jury).
Im Fall des German Design Award des Rates für Formgebung müssen Kandidaten „Teilnahmegebühren“ zahlen, und der Gewinner wird zu einer Abgabe zwischen 3150 und 4450 Euro verpflichtet. Ob der „Gewinn“ sich auch wirtschaftlich auszahlt, ist nicht belegt.

## Sport

### Antike
In der griechischen Antike wurde bei sportlichen Wettkämpfen Olivenöl als Siegerprämie gegeben. Später erhielten Sportler nach den Siegen in ihrer Heimatstadt (Polis) erhebliche Ehrungen und Privilegien, darunter lebenslange Freikarten für öffentliche Einrichtungen oder besondere Plätze im Theater und Stadion. Als Höhepunkt galt ein Abbild des Körpers des Sportlers als Marmorstatue oder gar in Bronze gegossen. Die Veranstalter der Wettkämpfe verwiesen auf solche Sachleistungen und gingen dazu über, die Siegprämie auf Kränze aus Olivenzweigen (regional auch alternativ Lorbeerkranz) zu begrenzen, und auf den Ruhm und ideellen Wert zu verweisen.

### Flower Ceremony
Im Sport ist es oft üblich, direkt im Anschluss an den Wettkampf, eine sog. „Flower Ceremony“ (engl. für „Blumenzeremonie“) abzuhalten. Dabei werden die drei (seltener auch sechs) besten Athleten dem Publikum vorgestellt und erhalten einen Blumenstrauß. Die Vergabe der Medaillen erfolgt dann auf einer eigenen Veranstaltung, die meist am gleichen Tag am Abend durchgeführt wird.

## Bekannte Auszeichnungen (Auswahl)
- Abelpreis
- Birgit-Nilsson-Preis
- Breakthrough Prize in Fundamental Physics
- Breakthrough Prize in Life Sciences
- Emmy Awards
- Golden Globe Award
- Grammy Awards
- Nobelpreis
- Oscar
- Physics Frontiers Prize
- Right Livelihood Award

Im deutschsprachigen Raum (D–A–CH):
- 1 Live Krone
- Aachener Friedenspreis
- Bambi
- Bayerischer Fernsehpreis
- Bayerischer Filmpreis
- Bayerischer Verdienstorden
- Deutscher Comedypreis
- Deutscher Fernsehpreis
- Deutscher Filmpreis
- Deutscher Nachhaltigkeitspreis
- Echo (1992–2018)
- Ehrenring des Rheinlandes
- Ehrenzeichen für Verdienste um die Republik Österreich
- Friedenspreis des Deutschen Buchhandels
- Georg-Büchner-Preis
- Goldene Bild der Frau
- Goldene Henne
- Goldene Kamera
- Grimme-Preis
- Hedy Lamarr Preis
- Hessischer Verdienstorden
- Ingeborg-Bachmann-Preis
- Käthe-Leichter-Preis
- Marianne-von-Willemer-Preis
- Niedersächsischer Verdienstorden
- Opus Klassik
- Österreichischer Kunstpreis
- Romy
- Saarländischer Verdienstorden
- Sächsischer Verdienstorden
- Salzburger Stier
- Sportler des Jahres
- Verdienstorden der Bundesrepublik Deutschland
- Verdienstorden des Freistaats Thüringen
- Verdienstorden des Landes Baden-Württemberg
- Verdienstorden des Landes Berlin
- Verdienstorden des Landes Mecklenburg-Vorpommern
- Verdienstorden des Landes Nordrhein-Westfalen
- Verdienstorden des Landes Rheinland-Pfalz
- Verdienstorden des Landes Sachsen-Anhalt
- Verdienstorden des Landes Schleswig-Holstein

## Negativ-Auszeichnungen
Eine Sonderform sind sogenannte Negativpreise (auch Schmähpreise genannt), welche im Kontrast zu den o. g. Auszeichnungen für die vom Preisverleiher als negativ erachtete, also besonders schlechte oder verachtenswerte Leistungen vergeben werden. Beispielsweise:
- Big Brother Awards, wird an diejenigen verliehen, die in besonderer Weise und nachhaltig die Privatsphäre von Personen beeinträchtigen oder Dritten persönliche Daten zugänglich gemacht haben oder machen.
- Goldene Himbeere, ein satirisches Gegenstück zum Oscar, die die schlechtesten Leistungen bezüglich Schauspiel, Drehbuch, Songwriting, Regie und Filme „ehrt“.
- Ig-Nobelpreis, ein satirisches Gegenstück zum Nobelpreis.
- Goldenes Brett, ein satirischer Preis, der den skurrilsten, haarsträubendsten, dreistesten pseudowissenschaftlichen Nonsense-Beitrag des Jahres im deutschen Sprachraum auszeichnet.
- Goldener Windbeutel, ein Negativpreis, der von dem deutschen gemeinnützigen Idealverein foodwatch verliehen wird.

## Instrument der Werbung
Oftmals vergeben Firmen und wenig bekannte Organisationen und Vereine einen Preis an Prominente, um damit in den Medien erwähnt zu werden und ihrerseits von der Bekanntheit des Preisträgers zu profitieren.